# Rubén Limardo

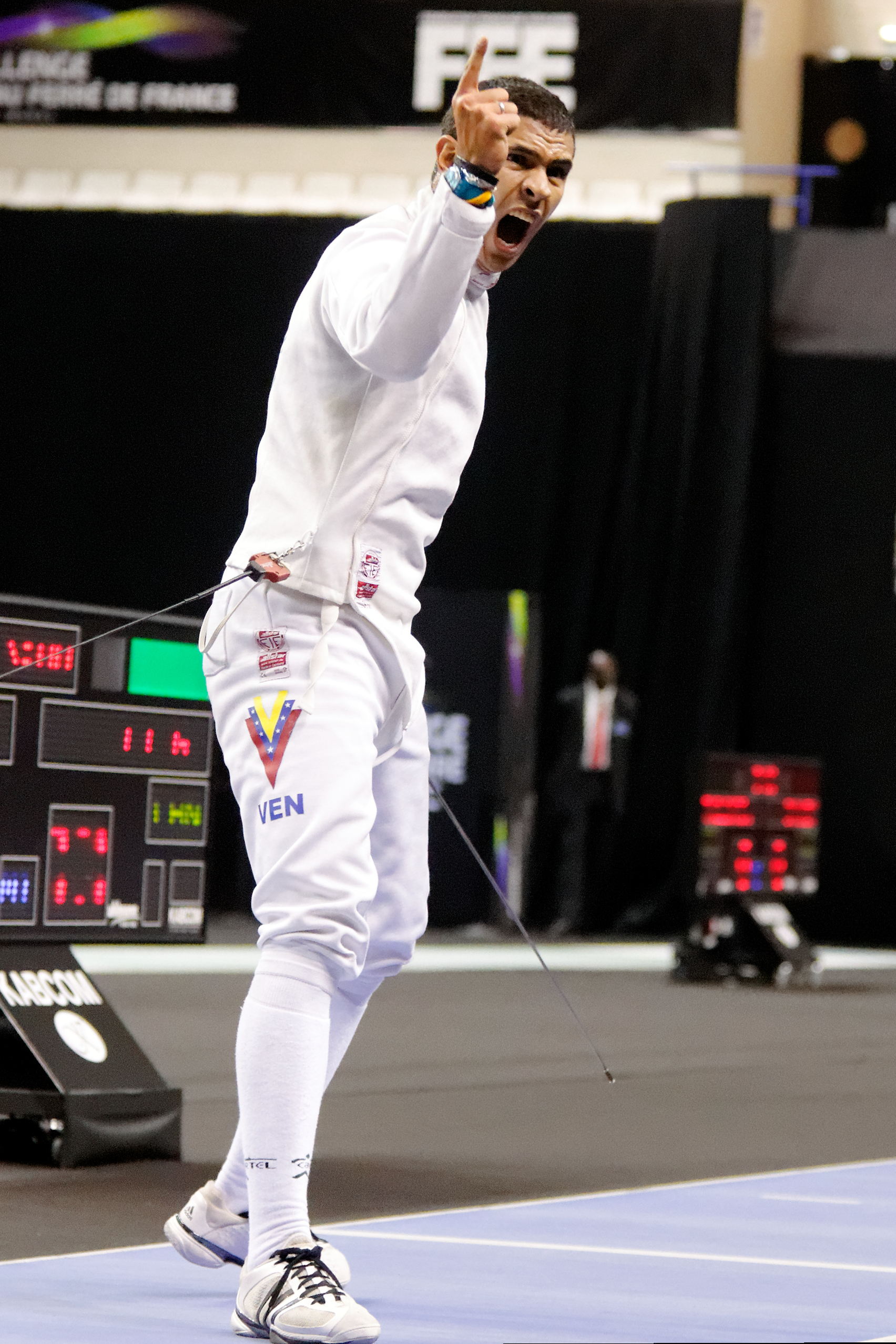
Rubén Limardo bei der Trophée Monal 2012

Rubén Dario Limardo Gascón (* 3. August 1985 in Ciudad Bolívar) ist ein venezolanischer Degenfechter und Olympiasieger.

## Leben
Er ist Student und trainiert beim polnischen Verein Piast Gliwice. Sein jüngerer Bruder Francisco ficht ebenfalls international.

## Erfolge
Rubén Limardo gewann 2005 das Frankenland-Turnier, einen Herrendegen-Weltcup der Junioren. Er ist vierfacher Medaillengewinner bei den Panamerikanischen Spielen der Jahre 2007 und 2011.
Bei den Panamerikameisterschaften erreichte er 2008 in Santiago de Querétaro Silber, 2009 gewann er in San Salvador, 2011 in Reno (Nevada) und 2012 in Cancún jeweils wieder Silber.
Bei den Olympischen Spielen 2008 in Peking war er Mitglied der venezolanischen Degenmannschaft, die den sechsten Platz errang. In der Einzelkonkurrenz wurde er 23. Vier Jahre später, bei den Spielen in London, errang er die erste olympische Goldmedaille für sein Heimatland seit Francisco Rodríguez im Jahr 1968 und die erste Fechtmedaille für Venezuela bei Olympischen Spielen überhaupt.
2013 gewann Limardo bei den Weltmeisterschaften in Budapest Silber im Einzel.